# Niederurnen
Niederurnen ist ein Ort und ehemals selbständige Ortsgemeinde in der Gemeinde Glarus Nord im schweizerischen Kanton Glarus.

## Wappen
Das Gemeindewappen ist zusammengesetzt aus dem Familienwappen der Edeln von Uranen und dem von Oberwindeck. Es basiert auf den Angaben des Wappenbuches von Ägidius Tschudi aus dem Jahr 1532.

## Geographie

Historisches Luftbild aus 800 m von Walter Mittelholzer von 1919

Die Gemeinde Niederurnen liegt im Glarner Unterland am Chli Linthli, dem linksseitigen Linthkanal. Zur Gemeinde gehört der südlich der Linth liegende Teil der Ortschaft Ziegelbrücke. Ebenfalls zum Gemeindegebiet gehört das Niederurner Täli, die einzigen Alpweiden der Gemeinde. Mit 1896 m ü. M. ist der Chöpfenberg der höchste Punkt der Gemeinde. Von der Gemeindefläche sind 10,6 % besiedelt, 37,2 % dienen der Landwirtschaft, 45,9 % sind bewaldet und 6,4 % sind unproduktiv.

## Bestehende und vormalige Nachbargemeinden
Die Gemeinde Niederurnen grenzt im Norden an Bilten, im Nordosten an Schänis (Kanton St. Gallen), im Osten an Weesen (SG), im Südosten an Mollis, im Süden an Oberurnen und im Westen an Schübelbach (SZ).

## Bevölkerung
Um das Jahr 1550 lebten 200 Personen in Niederurnen, bis 1701 stieg die Zahl auf 530 und bis 1799 waren es 770. Im Jahr 1837 war die Zahl der Einwohner auf 1300 Personen gestiegen und betrug 1850 rund 1500. Bis 1960 hat die Bevölkerung stark auf 3400 Einwohner zugenommen seither verläuft die Entwicklung langsamer.

## Wirtschaft und Verkehr
Der Landgewinn durch die Linthkorrektion bewirkte einen starken Aufschwung. So entstanden 1830 eine Stoffdruckerei, der 1903 die Asbestzementfabrikation durch die Eternit AG (heute: Swisspearl Group AG; siehe: Swisspor Holding) folgte. Die Spinnerei und Weberei Fritz + Caspar Jenny AG besteht seit 1834. Im Laufe der Industrialisierung im 19. Jahrhundert entwickelte sich Niederurnen so, dank seiner günstigen Lage am Ausgang des Glarner Haupttales, zu einem Industriedorf.
Für den Individualverkehr besteht ein Anschluss an die Autobahn A3 Zürich–Chur. Der Bahnhof Ziegelbrücke der Schweizerischen Bundesbahnen ist von regionaler Bedeutung. Es ist zugleich die Endstation der Linie S2 des Zürcher Verkehrsverbundes. Regional verkehren die Züge vom Bahnhof Nieder- und Oberurnen. Niederurnen wird vom Glarner Bus mit der Linie Mühlehorn–Kerenzerberg–Mollis–Näfels–Oberurnen–Niederurnen–Ziegelbrücke/–Bilten bedient. Konzessionärin sind die Schweizerischen Bundesbahnen.

## Geschichte
Das erste Zeugnis menschlicher Anwesenheit auf Gemeindegebiet ist ein keltisches Bronzeschwert, das beim Bau des Linthkanals gefunden wurde.
Der Gemeindename leitet sich vom lateinischen Villa orana (= Landgut am Bort, Rand) ab. Seit dem 11. Jahrhundert ist die Bezeichnung Niter Urnnen festzustellen. Niederurnen gehörte ursprünglich dem Kloster Schänis. Die Burg Oberwindegg wurde 1265 erstmals urkundlich erwähnt. Niederurnen war im 13. und 14. Jahrhundert ein Zankapfel von verschiedenen Herren, darunter die Kyburger, Rapperswiler, Habsburger sowie den Klöstern Wettingen, Einsiedeln, Schänis und Säckingen. Im Jahr 1386 wurde die Burg zerstört und Niederurnen geriet unter die Glarner Herrschaft.
Die erste Eisenbahnverbindung wurde 1875 mit dem Anschluss an das Netz Nordostbahn realisiert. Im Jahr 1904 wurde ein Elektrizitätswerk in Betrieb genommen, welches vom Dorfbach gespeist wird.
Niederurnen wurde im Rahmen der Glarner Gemeindereform auf den 1. Januar 2011 mit den Gemeinden Bilten, Filzbach, Mollis, Mühlehorn, Näfels, Oberurnen und Obstalden zur neuen Einheitsgemeinde Glarus Nord zusammengelegt.

## Sehenswürdigkeiten
Das durch die Luftseilbahn Niederurnen-Morgenholz (LNM) erschlossene Niederurner Alpental oder Täli erstreckt sich in West-Ost-Richtung über 6,5 km. Von der Wasserscheide am Melchterli und Feldrederligrat reicht der Blick bis zum Zürichsee und zum Etzel oder bis zum Schwarzwald und Jura. Die Gemeindegrenze zwischen Niederurnen und Bilten führt einem Grat entlang über den Planggenstock und das Hirzli. Auch diese beiden Bergspitzen sind begehrte Aussichtspunkte für Wanderer.

## Kultur
Das Haus Muehle in Niederurnen wurde im 18. Jahrhundert erbaut. Im Untergeschoss des Hauses befand sich die Muehle, die sich bis 2014 noch in dem Zustand präsentiert wie 1958, als die Muehle stillgelegt wurde. 2003 erwarb der Künstler Armin Simon das Haus und organisierte dort Ausstellungen, Lesungen, Konzerte usw. 2014 wurde es verkauft, die Mühle wegen Umbaus ausgebaut.

Niederurnen, historisches Luftbild von 1925, aufgenommen aus 300 Metern Höhe von Walter Mittelholzer
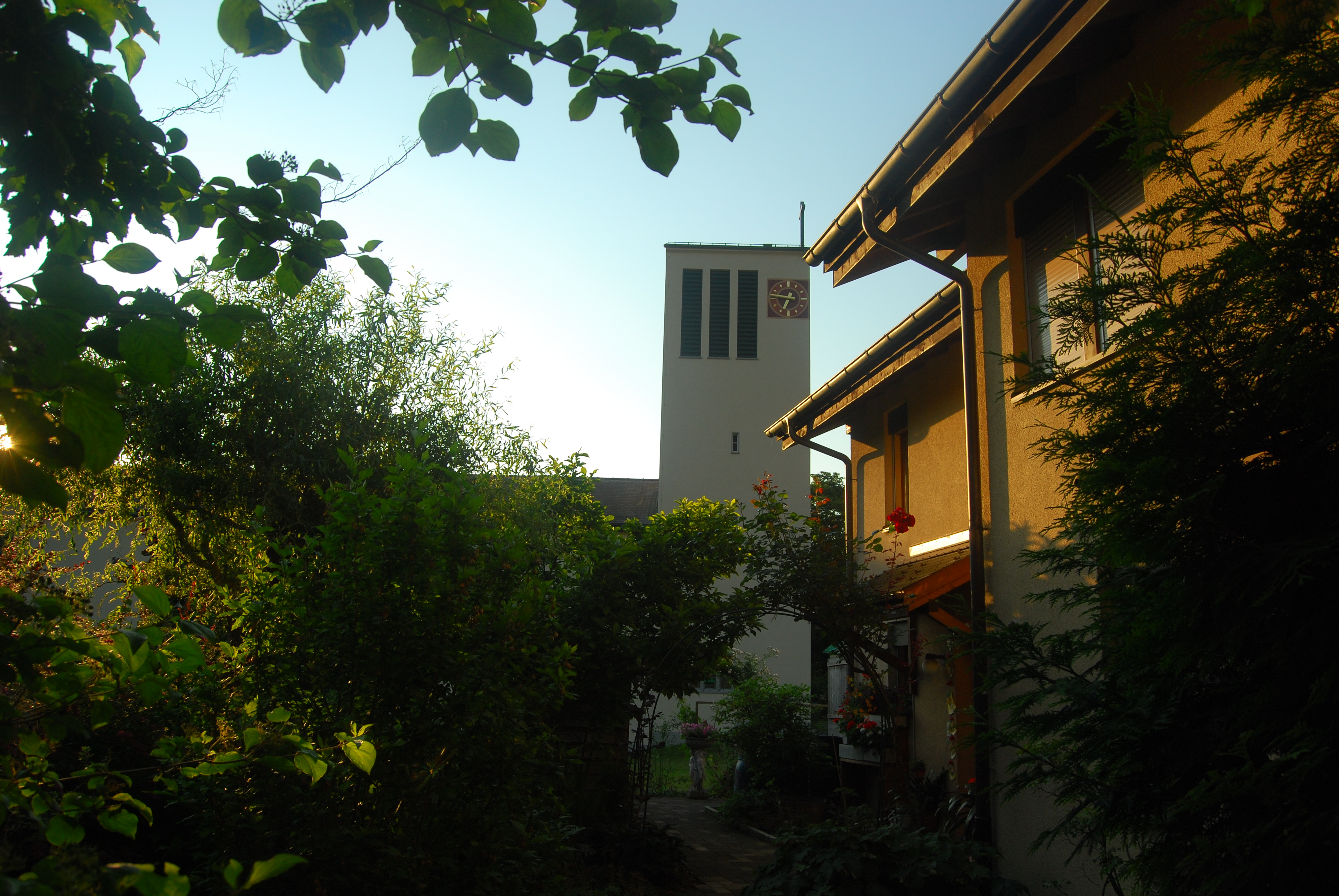
Katholische Kirche
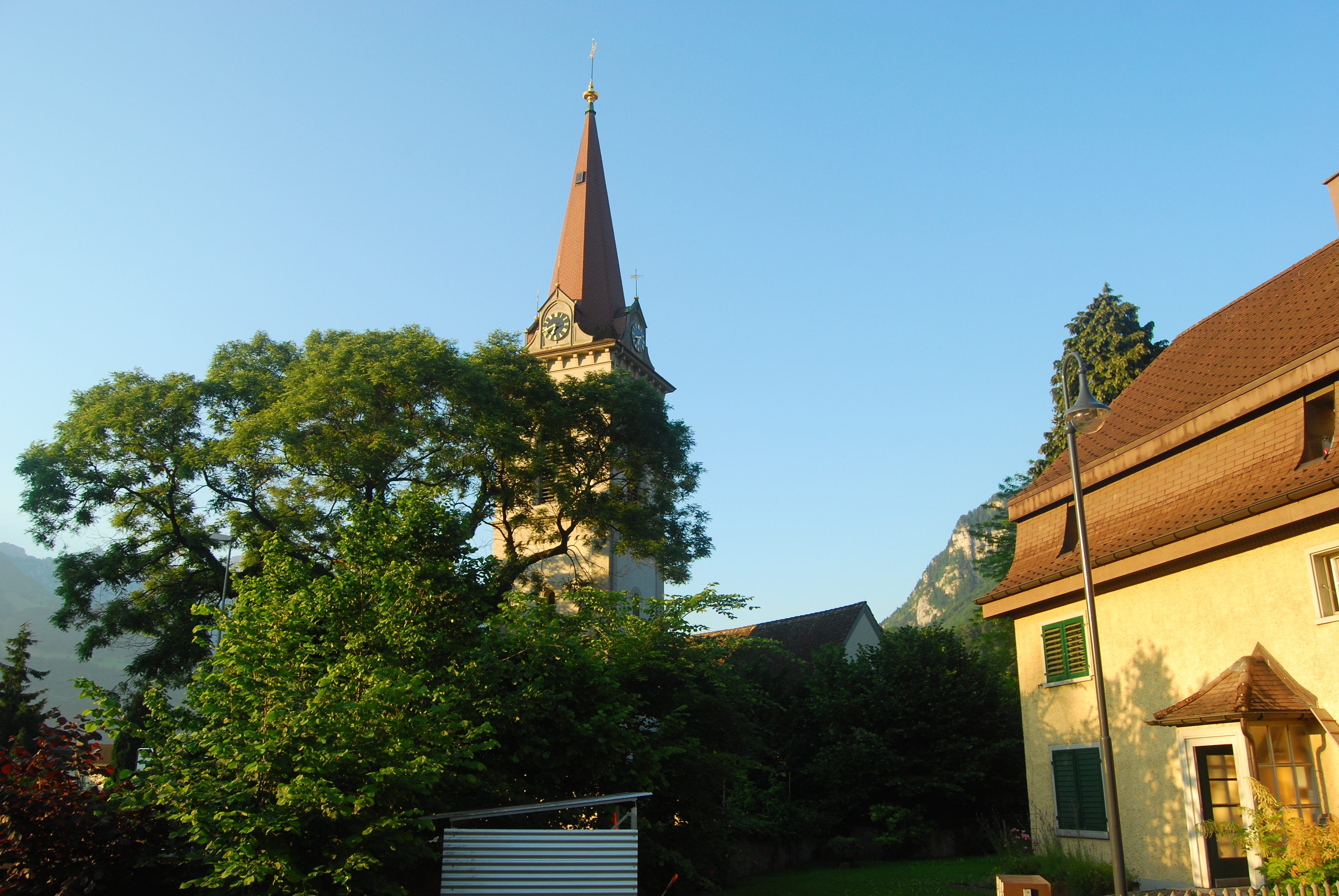
Reformierte Kirche
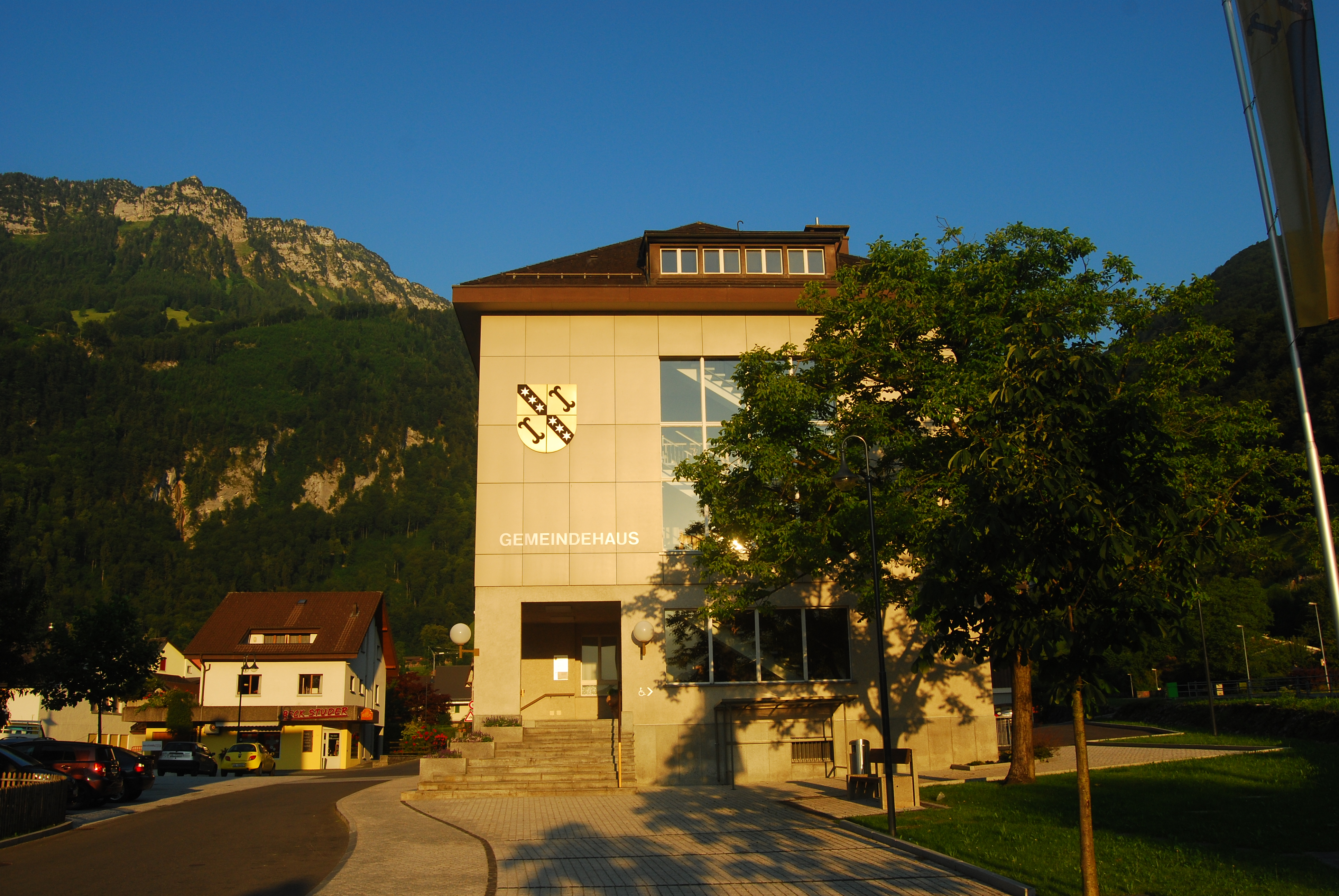
Gemeindehaus
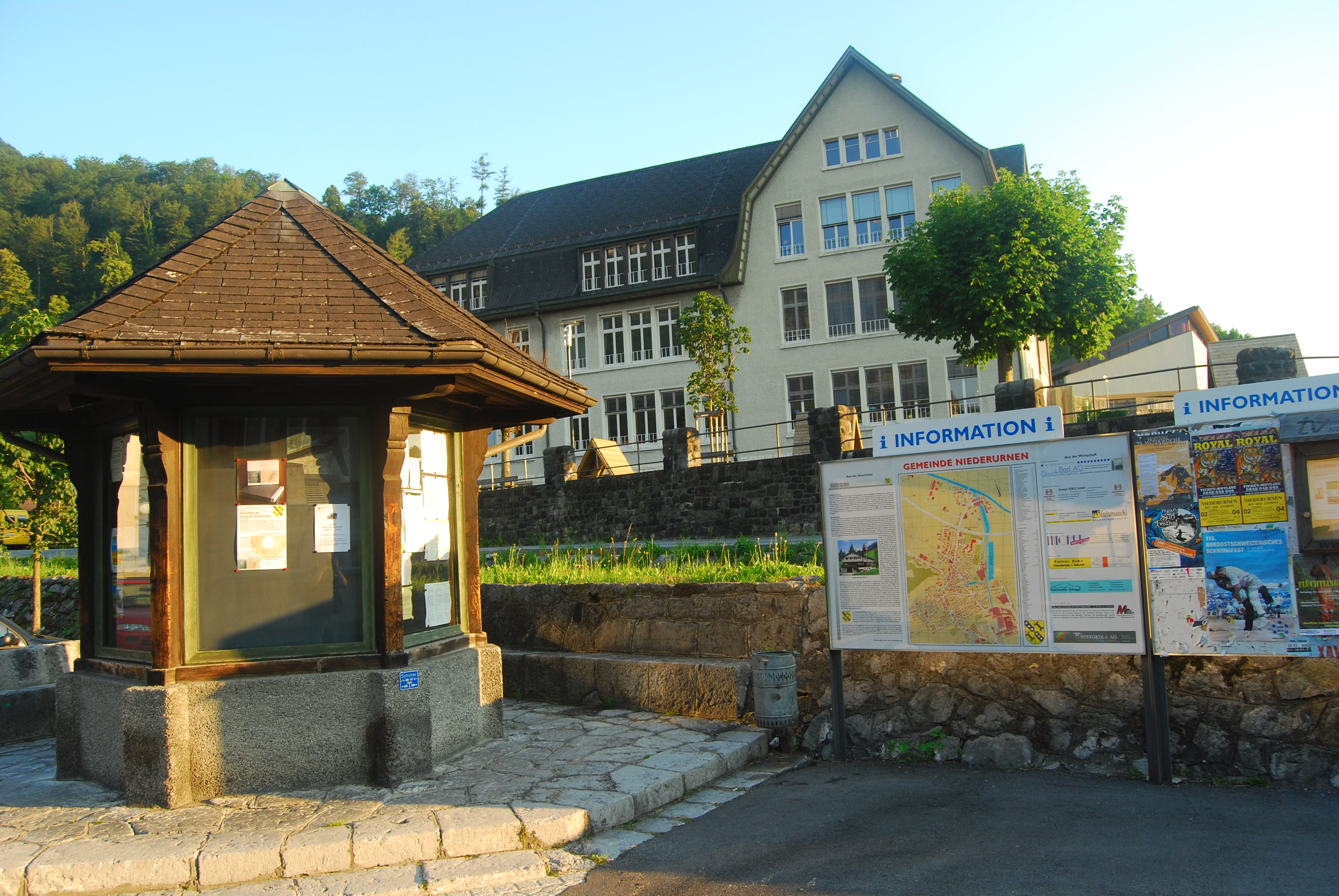
Schulhaus und Informationstafel
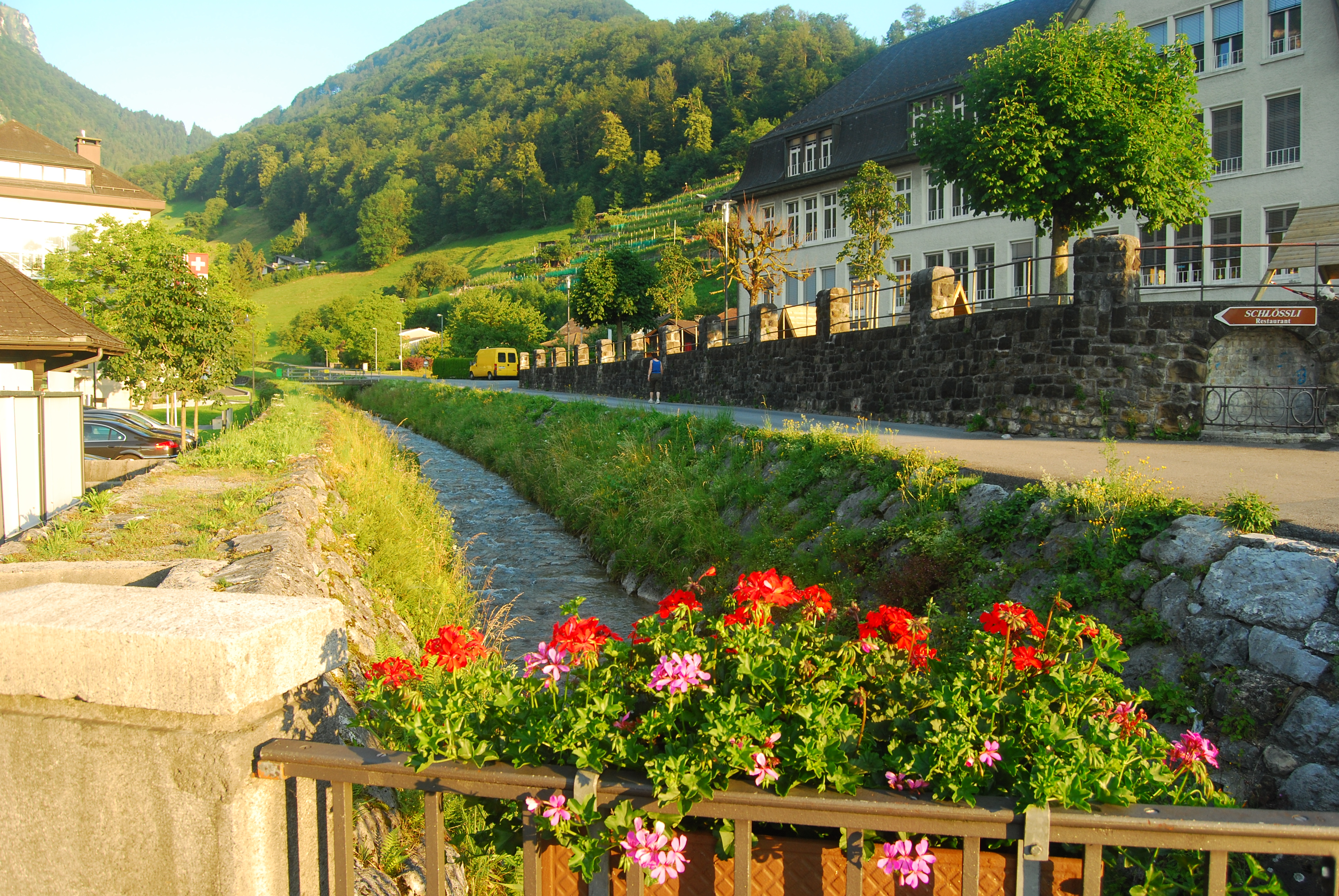
Dorfbach
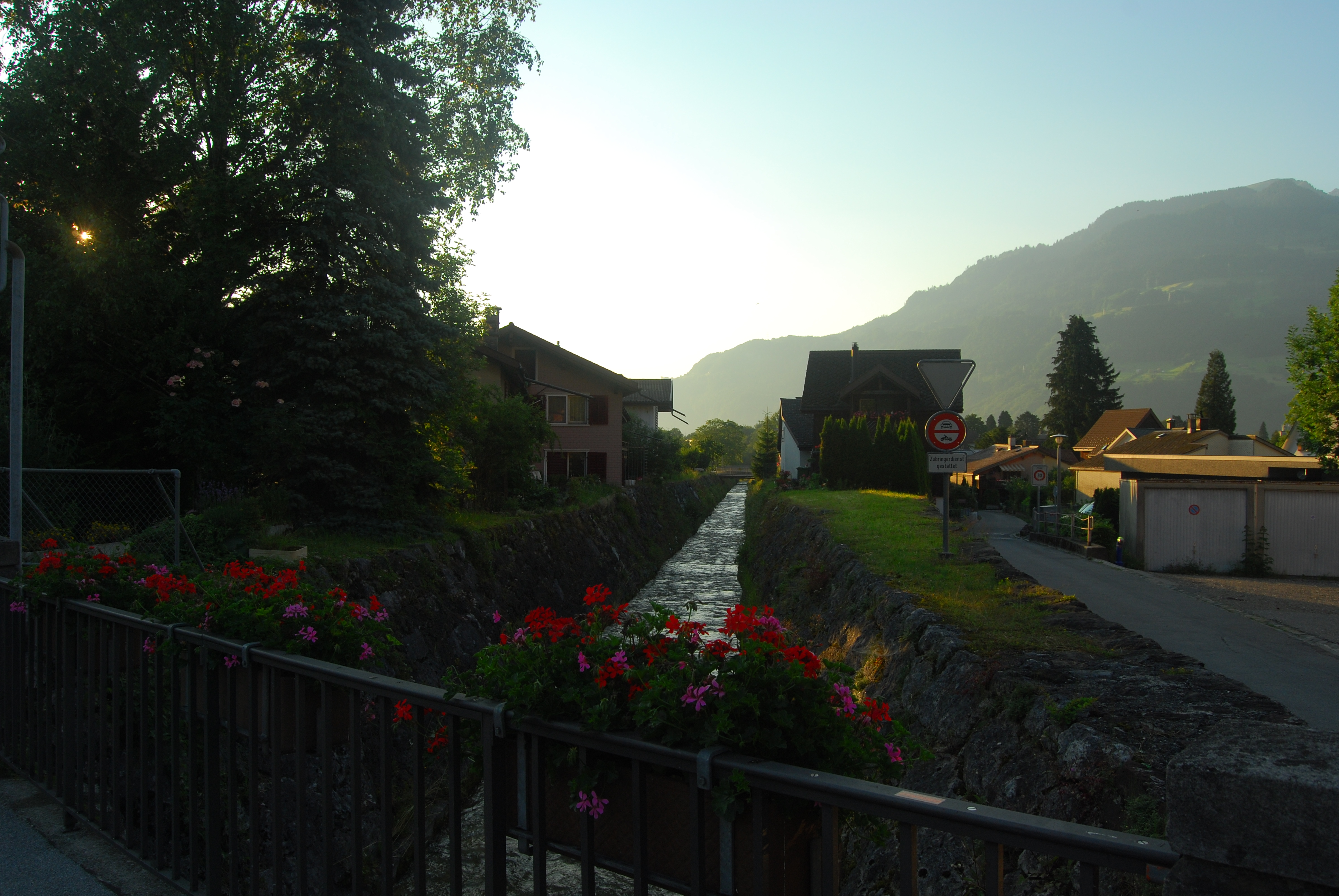
Dorfbach
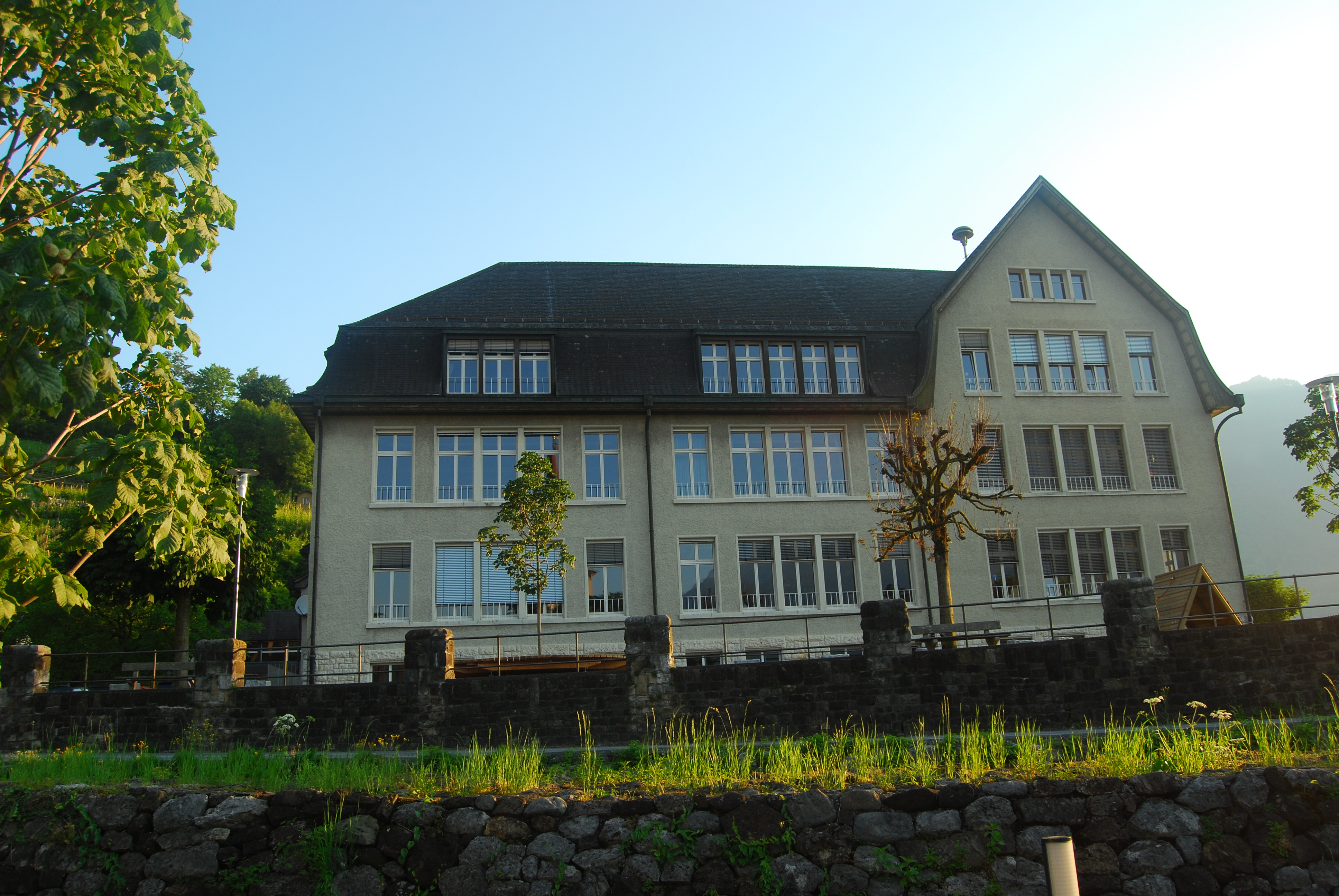
Schulhaus